# 홍진기 (축구 선수)
홍진기(한국 한자: 洪眞基, 1990년 10월 20일 ~ )는 대한민국의 축구 선수이며, 포지션은 수비수이다.

## 선수 경력

### 유소년 시절
홍익대학교 축구부에서 활약했다. 2011년 11월 19일 U리그 2011 4강전에서 좋은 활약을 펼치며, 동국대학교를 꺾고 팀을 결승전에 진출시켰다. 이 모습을 정해성 당시 전남 감독이 눈여겨 보다가, 드래프트에서 지명하게 되었다.

### 전남 드래곤즈
K리그 2012 시즌을 앞두고 홍진기는 K리그 드래프트 1순위로 전남 드래곤즈에 입단했다. 당시 2순위는 심동운, 3순위 김동철, 우선 지명은 이슬찬이었다. 홍진기는 전남에서 5년간 리그 77경기에 출전하였다.

### 부산 아이파크
2017년 2월 1일 부산 아이파크는 자유계약으로 홍진기를 영입했다. 그러나 홍진기는 부산에서 다니 모라이스와 차영환, 정호정에게 밀리며 좀처럼 기회를 받지 못했다. 8월 19일 안산 그리너스 FC와의 홈 경기에서 첫 선발 출전을 하였는데, 이 때 5분만에 득점하였고 결승골로 기록되었다. 이후 9월에 접어들어 세 차례 기회를 더 부여받았다.